# Marcus Freiberger
Marcus Ross "Marc" Freiberger (Amarillo, Texas, 27 de noviembre de 1928-Winston-Salem, Carolina del Norte, 29 de junio de 2005) fue un jugador de baloncesto estadounidense que jugó dos temporadas en la AAU, además de ganar la medalla de oro en los Juegos Olímpicos de Helsinki. Con 2,11 metros de altura, lo hacía en la posición de pívot.

## Trayectoria deportiva

### Universidad
Jugó durante cuatro temporadas con los Sooners de la Universidad de Oklahoma, en las que promedió 9,2 puntos por partido.

### Profesional
Fue elegido en la tercera posición del 1951 por Indianapolis Olympians, pero no llegó a debutar con los profesionales, eligiendo ir a jugar a los Peoria Caterpillars de la AAU, donde jugó dos temporadas, ganando en ambas el campeonato. En 1954 fichó por el equipo de la Ada Oil Company, en la que sería su última temporada como jugador en activo.

## Selección nacional
En 1952 fue convocado por la selección de baloncesto de Estados Unidos para disputar las Olimpiadas de Helsinki. Allí jugó 7 partidos, en los que promedió 6,2 puntos por partido, consiguiendo la medalla de oro.